# Diocesi di Alleppey

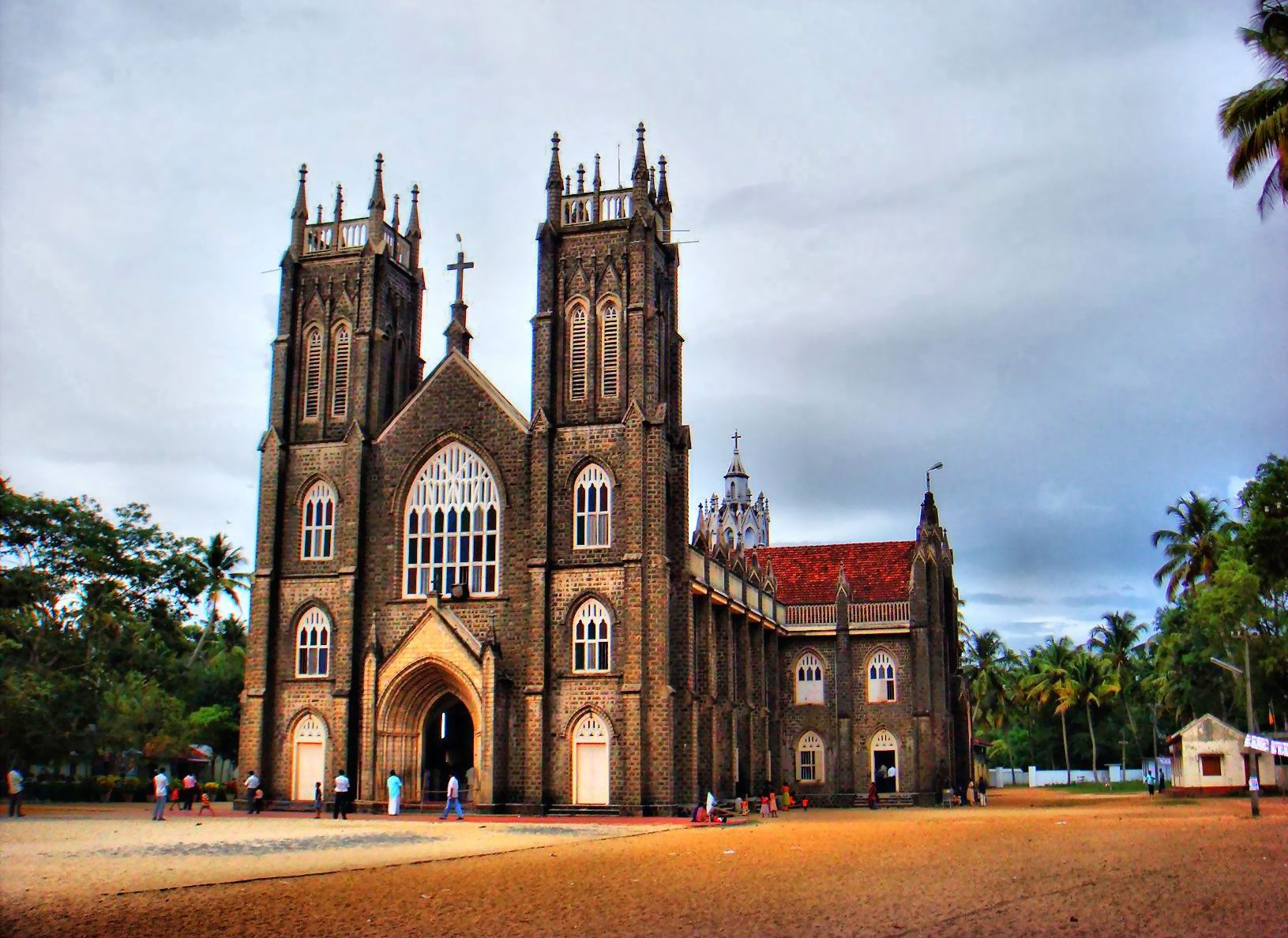
La basilica minore di Sant'Andrea a Arthunkal.

La diocesi di Alleppey (in latino Dioecesis Alleppeyensis) è una sede della Chiesa cattolica in India suffraganea dell'arcidiocesi di Trivandrum. Nel 2022 contava 176.132 battezzati su 850.420 abitanti. È retta dal vescovo James Raphael Anaparambil.

## Territorio
La diocesi comprende parte del distretto di Alappuzha nello stato del Kerala in India. La diocesi estende la sua giurisdizione anche sulla cosiddetta "Comunità dei Cinquecento" residente nel territorio della diocesi di Cochin e vicendevolmente la diocesi di Cochin ha giurisdizione sulla cosiddetta "Comunità dei Settecento" residente nel territorio della diocesi di Alleppey.
Sede vescovile è la città di Alappuzha (chiamata anche Alleppey), dove si trova la cattedrale della Madonna del Carmelo. A Arthunkal sorge la basilica minore di Sant'Andrea.
Il territorio è suddiviso in 66 parrocchie.

## Storia
La diocesi è stata eretta il 19 giugno 1952 con la bolla Ea Redemptoris di papa Pio XII, ricavandone il territorio dalla diocesi di Cochin.
Originariamente suffraganea dell'arcidiocesi di Goa e Damão, il 19 settembre 1953 in forza della bolla Mutant res dello stesso papa Pio XII entrò a far parte della provincia ecclesiastica di Verapoly; il 3 giugno 2004 è entrata a far parte della provincia ecclesiastica di Trivandrum.

## Cronotassi dei vescovi
Si omettono i periodi di sede vacante non superiori ai 2 anni o non storicamente accertati.
- Michael Arattukulam † (19 giugno 1952 - 28 aprile 1984 ritirato)
- Peter Michael Chenaparampil † (28 aprile 1984 succeduto - 9 dicembre 2001 dimesso)
- Stephen Athipozhiyil † (9 dicembre 2001 succeduto - 11 ottobre 2019 ritirato)
- James Raphael Anaparambil, succeduto l'11 ottobre 2019

## Statistiche
La diocesi nel 2022 su una popolazione di 850.420 persone contava 176.132 battezzati, corrispondenti al 20,7% del totale.
| anno | popolazione | popolazione | popolazione | presbiteri | presbiteri | presbiteri | presbiteri                | diaconi | religiosi | religiosi | parrocchie |
| anno | battezzati  | totale      | %           | numero     | secolari   | regolari   | battezzati per presbitero | diaconi | uomini    | donne     | parrocchie |
| ---- | ----------- | ----------- | ----------- | ---------- | ---------- | ---------- | ------------------------- | ------- | --------- | --------- | ---------- |
| 1956 | 63.722      | 400.000     | 15,9        | 42         | 33         | 9          | 1.517                     |         | 16        | 86        | 18         |
| 1970 | 85.707      | 480.000     | 17,9        | 49         | 47         | 2          | 1.749                     |         | 4         | 147       | 24         |
| 1980 | 103.768     | 555.000     | 18,7        | 61         | 54         | 7          | 1.701                     |         | 7         | 181       | 28         |
| 1990 | 135.500     | 670.000     | 20,2        | 61         | 54         | 7          | 2.221                     |         | 9         | 231       | 30         |
| 1999 | 137.650     | 700.000     | 19,7        | 82         | 67         | 15         | 1.678                     |         | 41        | 275       | 31         |
| 2000 | 137.700     | 700.000     | 19,7        | 83         | 66         | 17         | 1.659                     |         | 45        | 291       | 31         |
| 2001 | 137.734     | 700.000     | 19,7        | 91         | 71         | 20         | 1.513                     |         | 49        | 302       | 31         |
| 2002 | 140.999     | 700.000     | 20,1        | 98         | 77         | 21         | 1.438                     |         | 43        | 305       | 32         |
| 2003 | 165.680     | 700.000     | 23,7        | 96         | 74         | 22         | 1.725                     |         | 45        | 362       | 32         |
| 2004 | 165.990     | 700.000     | 23,7        | 99         | 76         | 23         | 1.676                     |         | 46        | 366       | 33         |
| 2006 | 167.000     | 708.000     | 23,6        | 106        | 78         | 28         | 1.575                     |         | 56        | 375       | 35         |
| 2012 | 163.100     | 765.000     | 21,3        | 114        | 90         | 24         | 1.430                     |         | 78        | 364       | 39         |
| 2015 | 175.269     | 795.000     | 22,0        | 132        | 107        | 25         | 1.327                     |         | 70        | 486       | 49         |
| 2018 | 163.900     | 815.080     | 20,1        | 127        | 99         | 28         | 1.290                     |         | 52        | 361       | 68         |
| 2020 | 167.600     | 833.260     | 20,1        | 126        | 100        | 26         | 1.330                     |         | 50        | 352       | 68         |
| 2022 | 176.132     | 850.420     | 20,7        | 138        | 98         | 40         | 1.276                     |         | 62        | 344       | 66         |